# 阿巴科群岛

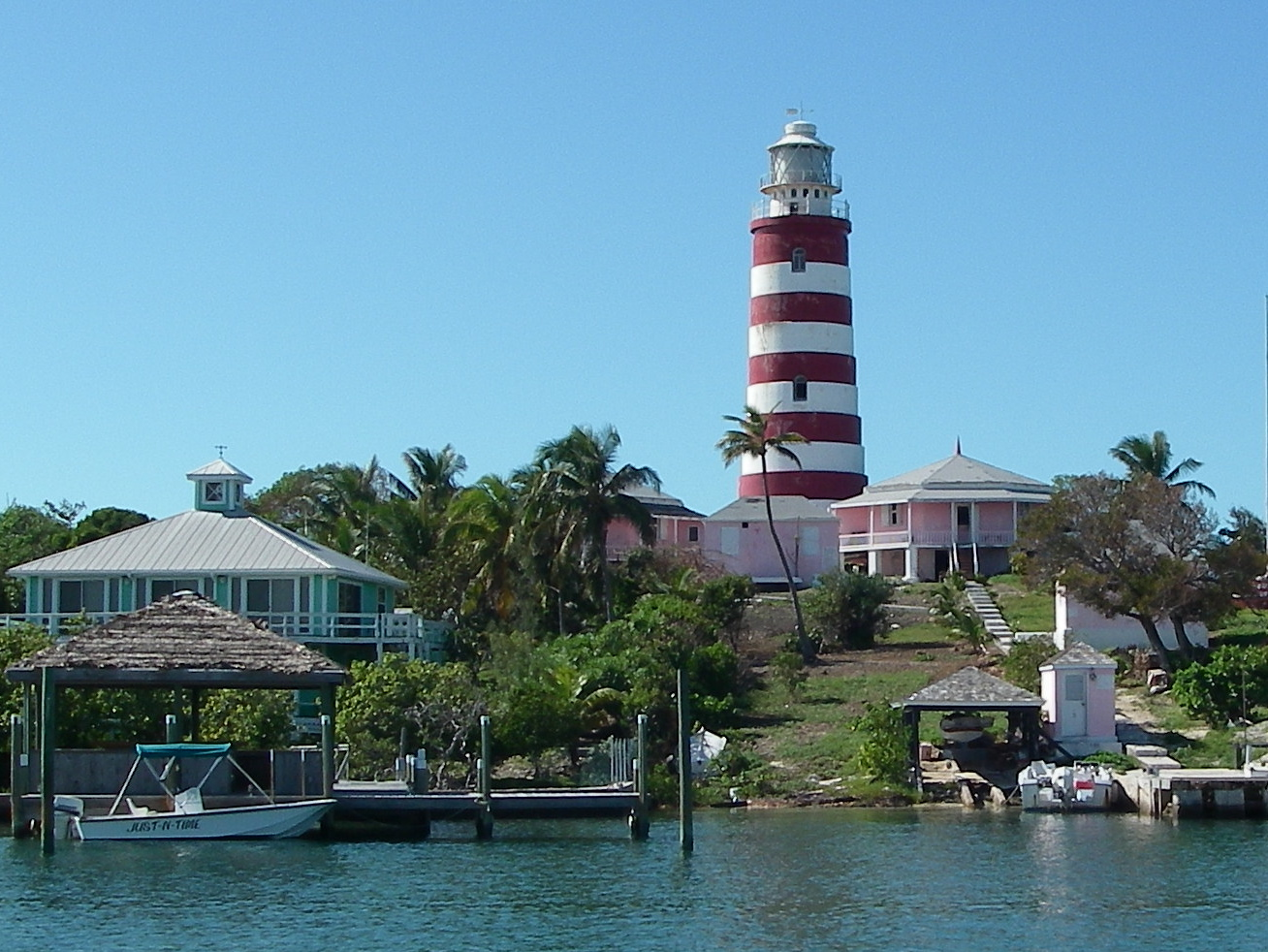
阿巴科群島希望鎮的燈塔

阿巴科群岛（Abaco Islands），为巴哈马的一个群岛，位于巴哈马北部，主要岛屿有大阿巴科岛、小阿巴科岛等。该群岛总面积1,681平方公里，2000年总人口14,100人。
阿巴科群岛行政上分为6个区：南阿巴科区、中阿巴科区、北阿巴科区、莫尔斯岛、希望镇及綠海龜礁。主要城镇有马什港、希望镇、科尼什敦等，設有马什港机场。
2019年9月1日被5级飓风多里安吹袭，整個群島遭到災難性的破壞。